# Bena (Musikinstrument)
Bena (aus lateinisch avena „Weizen, Rohr, Rohrpfeife“) ist ein traditionelles sardisches Blasinstrument mit einfachem Rohrblatt. In manchen Gegenden Sardiniens werden die verwandten launeddas als benas bezeichnet. Im Media Valle del Tirso hat sich jedoch ein eigener Instrumententyp erhalten, der stärker den Rohrpfeifen aus anderen Regionen des Mittelmeerraumes ähnelt. Benas haben den charakteristischen, intensiven Klang der idioglotten Einfachrohrblattinstrumente. Das Rohrblatt wird beim Spielen ganz von der Mundhöhle umschlossen. Es gibt benas in verschiedenen Ausführungen und Größen.

## Bena semplice
Die bena semplice („einfache bena“) kann aus einem Stück sein, das heißt die Aufschlagzunge wird durch einen Aufwärtsschnitt unterhalb eines natürlichen Knotens in das Rohr geschnitten, so dass das untere Ende frei schwingt (kataglott). In dieses Rohr können bis zu vier runde Grifflöcher gebohrt oder mit einem heißen Eisen gebrannt werden (drei auf der Vorderseite und ein Daumenloch). Es kann aber auch ein eigenes idioglottes Rohrblatt auf dem Schallrohr befestigt werden, welches bei Bedarf austauschbar ist. Das Melodierohr kann mehrteilig ausgeführt werden, um es zu verlängern. Manchmal wird am unteren Ende mit dem Messer eine rechteckige Stimmöffnung angebracht.
Wenn an eine einfache bena ein Schallbecher aus Schaf- oder Kuhhorn angefügt wird, werden die Lautstärke und das Timbre verändert, nicht aber die Stimmung. So entsteht die bena cun corru oder bena cun corru ´e boe. Wird ein ausgehöhlter, getrockneter Kürbis als Schallbecher verwendet, heißt das Instrument bena cun zucca oder bena cun croccoriga.

## Benas doppie / triple
Vor allem im Barigadu werden mehrere Rohre mit Band oder anderen Befestigungen zu gedoppelte Instrumente verbunden. Sie haben ein kürzeres Melodie- und ein längeres Bordunrohr. Die (idioglotten) Rohrblätter entsprechen denen der launeddas. Sie werden jedoch nicht mit Wachsklumpen, sondern nur durch Abschaben (grob) gestimmt. Auch wird ein Haar oder ein Baumwollfaden unter die Zunge geschoben, falls sie „zuklappt“. Die Länge variiert je nach Stimmung und Durchmesser zwischen 12 und 30 cm. Es finden sich auch dreifache Instrumente mit einem Melodie- und zwei Bordunrohren.

## Geschichte
Eine auf Sardinien gefundene, phallische Bronzestatuette belegt eine Vorform der dreifachen benas. Die auf 1000 v. Chr. datierte, 8 cm hohe Figur zeigt einen Spieler, der drei gleich lange zylindrische Spielrohre im Mund hält, die mit ausgestreckten Armen am unteren Ende gegriffen werden. Zur Vorgeschichte und weiteren Entwicklung siehe den Artikel Einfachrohrblattinstrument.